# 長楽寺 (足立区)
長楽寺（ちょうらくじ）は、東京都足立区にある真言宗智山派の寺院。

## 歴史
寺伝によれば、正徳年間（1711年 - 1716年）に開山された。いっぽう『新編武蔵風土記稿』によれば、延享年間（1744年 - 1748年）に開山されたことになっている。いずれの説にしても、江戸時代中期の創建であることは共通している。
これまでに何度か火災に遭っており、明治期には薬師堂のみが残る状態となっていた。その後徐々に本堂等が増改築されるなど復興していった。
当寺の本尊は薬師如来像で、「鹿浜薬師」と呼ばれている。寺運衰微期に唯一残っていた薬師堂の本尊であった。

## 交通アクセス
- 西新井大師西駅より徒歩27分。